# レオナ・ルイス
レオナ・ルイス（Leona Lewis OBE、1985年4月3日 - ） は、イギリスの歌手、シンガーソングライター。イギリスのオーディション番組『Xファクター』における優勝を経て成功を収めた歌手として知られる。
初シングルの「ア・モーメント・ライク・ディス」が2006年12月に発売され、発売開始から30分で55万人によってダウンロードされるという世界的大ヒットになる。その次のシングル「ブリーディング・ラヴ」がイギリスでは2007年の売り上げ1位になった。ファースト・アルバム『スピリット』は2007年11月に発売され、イギリス・アイルランド・チャートで1位を獲得。デビュー・アルバムの売り上げ記録を両国で塗り替えた。『Xファクター』出身者で英米ともに成功を収めたのはレオナ・ルイスが初めてである。

## 生い立ち
5歳の時に演劇学校に入学し、のちに多数のアーティストを輩出してきた「ブリット・スクール」に入学。12歳の時に初めて作詞をし、多数のタレント・コンテストで優秀な成績を収めた。学校を卒業した後はウェイトレスやレジ店員の仕事などのアルバイトをしながら、レコーディング・スタジオで活動する資金集めをしていた。
デモアルバムを作成し、15歳の時に音楽プロデューサーのマーレイ・ウィルズの目に留まる。彼によってアメリカのソニーへと招待されたが、レコード契約をするには至らなかった。シンガーソングライターとしてのキャリアを諦めかけていたが、ボーイフレンドの勧めで『Xファクター』に応募した。

## Xファクター
2006年、第3シリーズの『Xファクター』のオーディションを受け、「オーバー・ザ・レインボー」を披露。特にテイク・ザットの曲を歌うなどをして観客から歓声を浴びた。同年の12月16日に『Xファクター』優勝となり、ソニーとレコード契約を結ぶ。
『Xファクター』期間中、レオナの声は当時の審査員、サイモン・コーウェル、ボーイゾーンのマネージャー、ルイ・ウォルシュとシャロン・オズボーンからずっと絶賛されていたが、同時に審査員からはもっと自分に自信を持つべきだという声もあった。決勝戦でレオナとテイク・ザットとがデュエットした後、メンバーのゲイリー・バーロウはサイモン・コーウェルに「彼女は今までこの番組に出た最高の出場者の、多分50倍位才能があるだろう。だから君には彼女と一緒に最高のレコードを作る大きな責任があるよ」と語りかけ、レオナに最大級の賛辞を送った
。

## Xファクター後
ケリー・クラークソンの「ア・モーメント・ライク・ディス」をレコーディングし、各CDショップに発送されたがこのときまだ『Xファクター』で誰が優勝するかは確定しておらず、この曲自身も誰が歌っているのか公にされていなかった。
2006年12月20日に発売され、その3日前の17日にはデジタル配信でも発売されていた。発売開始から30分で55万回ダウンロードは世界記録である。57万枚以上を売り上げ、テイク・ザットの「ペイシェンス」を全英チャートで破り、24日に2006年イギリスのクリスマスナンバー1曲となった
。全英チャートで4週間1位の座を守り、アイルランドでは6週間続いた。
2007年2月にアメリカの大手レコード会社と1000万ドル近くの契約を結ぶ。
同月16日に「ア・モーメント・ライク・ディス」が2007年のブリット・アワードのシングル部門にノミネートされたが受賞にはいたらなかった。

## 2007年以降

### デビュー
デビュー・アルバム『スピリット』が2007年11月9日にアイルランドで、イギリスでは同月12日に発売され、両国のチャート1位となり、また初アルバムの最速売り上げ記録を更新した。2008年1月に世界中で発売となり、ニュージーランド、オーストラリア、オーストリア、ドイツ、スイスでチャート1位を獲得。
レオナはロンドン、マイアミ、ニューヨーク、アトランタでマックス・マーティン（バックストリート・ボーイズ、ブリトニー・スピアーズなど）など著名な音楽プロデューサーとレコーディングをした。またニーヨ、エイコンとフィーチャリングをした。
2枚目のシングル「ブリーティング・ラヴ」（ライアン・テダーら提供）が英国で2007年10月22日に発売され、ルイスは『Xファクター』シリーズ4で初めてライブで歌った。発売日当日に6万6千枚を売り上げ、1週目で22万近く売り上げた。これは2007年の1週目の最多売り上げ記録である。全英チャートで7周連続で、アイルランドで8週連続でチャート1位を記録。また、ニュージーランド、オーストラリア、ドイツ、ノルウェー、スイス、ベルギー、オランダ、オーストリア、ブルガリアで1位を記録。アメリカでもビルボードチャートで1位を記録し、UK出身女性アーティストの全英・全米1位は20年ぶりの快挙となった。
2008年1月14日、ブリット・アワードにベスト・アルバム・シングル部門を含む4部門でノミネートされ、2月20日の授賞式で歌うことが同時に発表された。ブリットアワード当日、有力視されながら授賞を逃したものの、「ブリーティング・ラヴ」を歌った。
3枚目のシングルはダブルAサイドで「Better in Time/ Footprints in the Sand」を2008年3月にリリース。これはBBC主催のチャリティ「Sport Relief」の一環で、彼女自身も南アフリカ共和国に訪れている。
2008年5月8日に来日。
2008年8月24日の北京オリンピック閉会式で、ロック・バンド、レッド・ツェッペリンのギタリスト、ジミー・ペイジとともに登場。レッド・ツェッペリンの「胸いっぱいの愛を」を歌唱した。

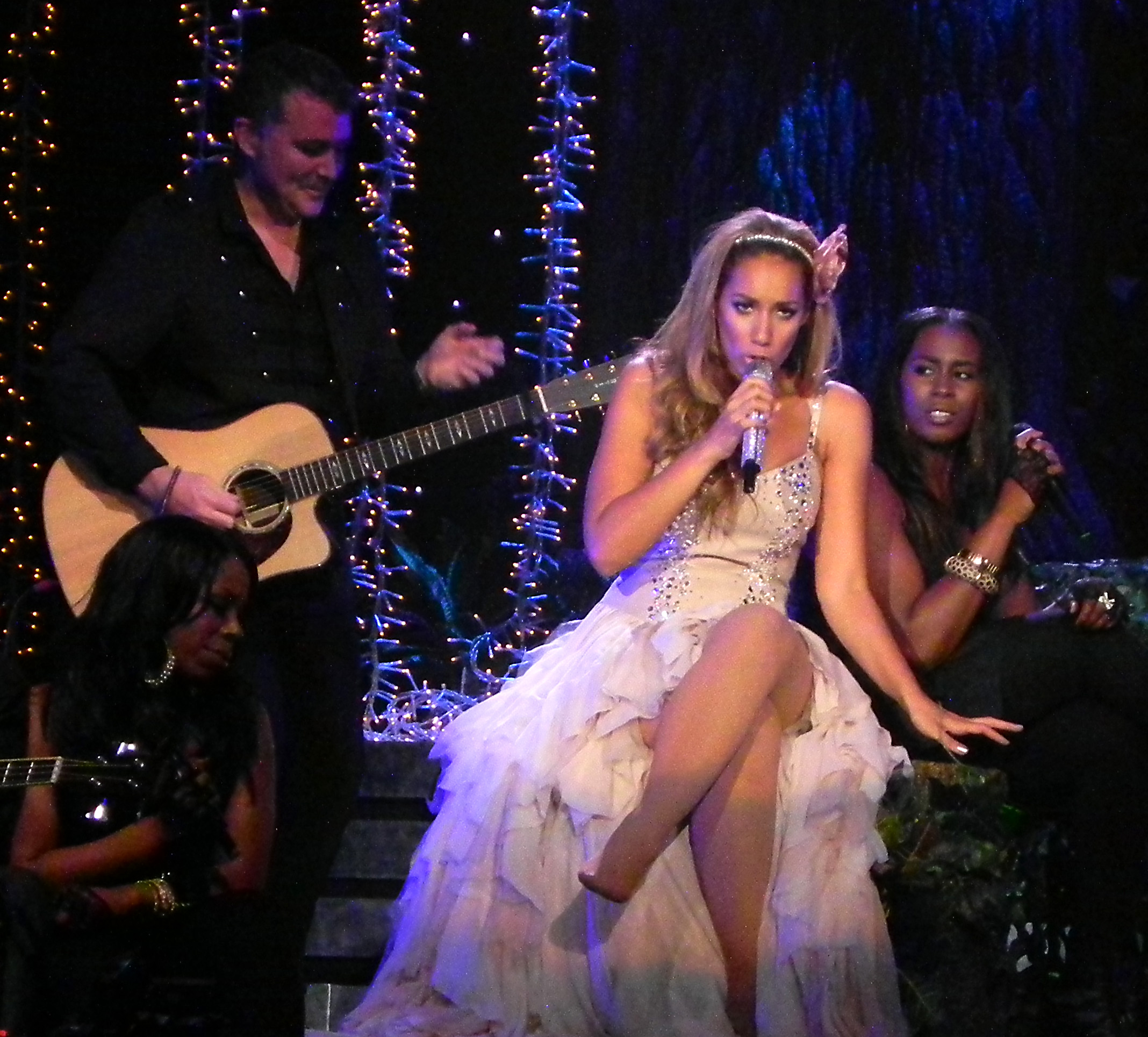
2010年

2009年にはジェームズ・キャメロン監督の大作映画『アバター』の主題歌「アイ・シー・ユー」のボーカルを担当した。同年11月にセカンド・アルバム『エコー』をリリースし、全英アルバムチャート1位を獲得。同アルバムからのシングル「ハッピー」は9月にリリースされ、全英チャートで2位を記録。日本でもトップ10にランクインした。

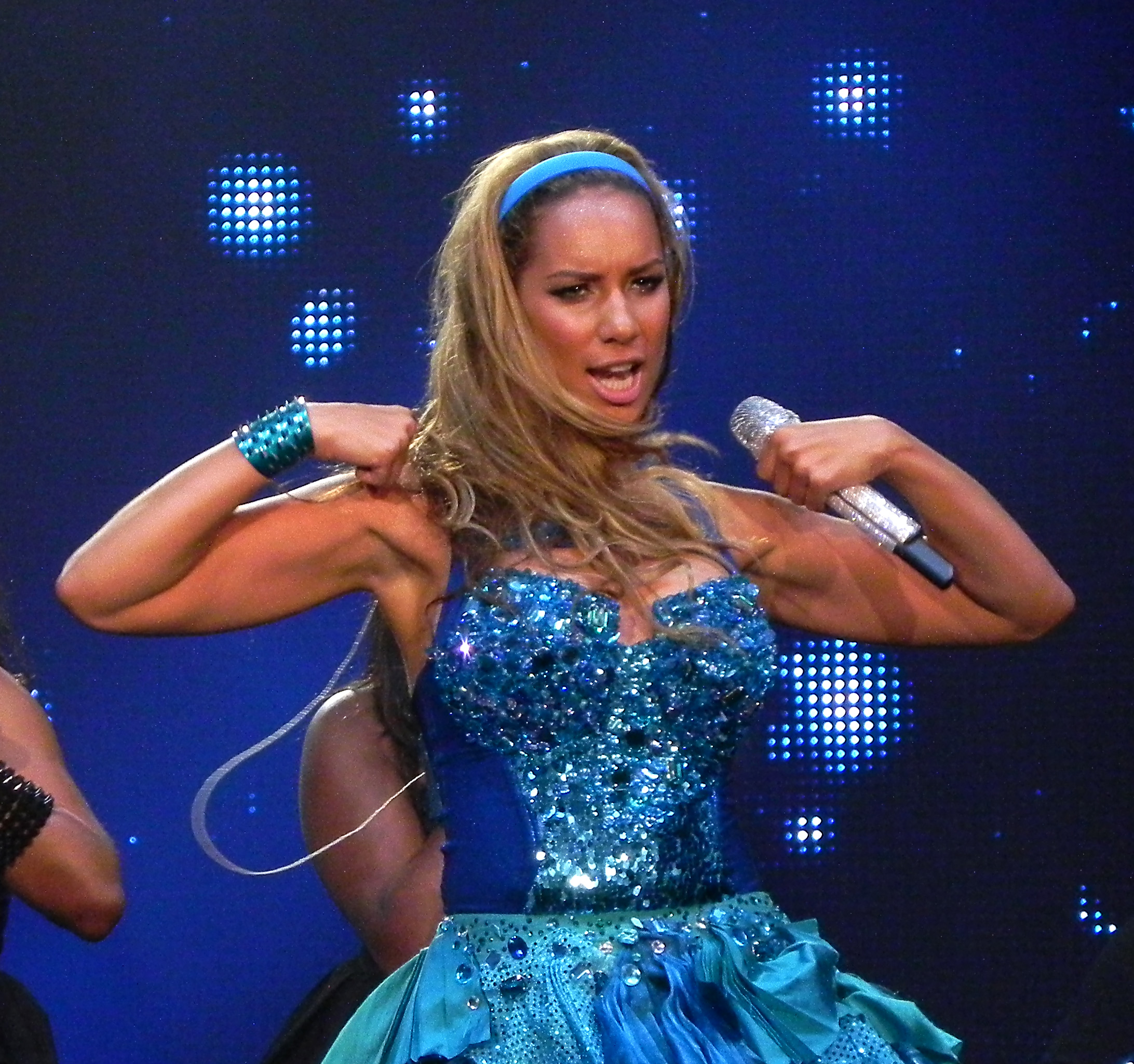
2010年

2010年には、アルバム『エコー』から「マイ・ハンズ」が『ファイナルファンタジーXIII』の海外版テーマソングとして選ばれた。また、12月16日に日本国内で発売となる Xbox 360版『ファイナルファンタジーXIII アルティメット ヒッツ インターナショナル』 (FINAL FANTASY XIII ULTIMATE HITS INTERNATIONAL) のテーマソングでもある。また、ハイチ大地震のチャリティ・ソング「エブリバディ・ハーツ」のレコーディングに参加した。
2010年5月から7月にかけて初のツアー「ザ・ラビリンス」を行った。

## 私生活
ロンドンにて、ガイアナ系の父親とウェールズ、イタリア、アイルランド系イギリス人の母親の間に生まれた。男兄弟が2名おり、ともにイーストロンドンのハックニーで育った。12歳のころからベジタリアンである。9歳のころから付き合っている男性とともに暮らしており、「将来は彼と結婚したい」と語っている。
しかしその後、幼馴染の男性と破局。現在はデニース・ヤウフと言う男性と2019年に結婚。2022年７月に女の子が誕生。

### スタジオ・アルバム
- 『スピリット』 - Spirit (2007年)
- 『エコー』 - Echo (2009年)
- Glasshert (2012年)
- Christmas, with Love (2013年)
- 『アイ・アム』 - I Am (2015年)

## 主な出演

### 映画
- 『踊るアイラブユー♪（英語版）』 - Walking on Sunshine (2014年) ※エレーナ役[32]